# Nomada erigeronis
Nomada erigeronis är en biart som beskrevs av Robertson 1897. Nomada erigeronis ingår i släktet gökbin, och familjen långtungebin. Inga underarter finns listade i Catalogue of Life.